# Coppa del Mondo di sci alpino 1978
La Coppa del Mondo di sci alpino 1978 fu la dodicesima edizione della manifestazione organizzata dalla Federazione Internazionale Sci; ebbe inizio il 7 dicembre 1977 a Val-d'Isère, in Francia, e si concluse il 18 marzo 1978 ad Arosa, in Svizzera. Nel corso della stagione si tennero a Garmisch-Partenkirchen i Campionati mondiali di sci alpino 1978, non validi ai fini della Coppa del Mondo, il cui calendario contemplò dunque un'interruzione durante il mese di febbraio.
In campo maschile furono disputate 22 gare (8 discese libere, 7 slalom giganti, 7 slalom speciali), in 15 diverse località. Lo svedese Ingemar Stenmark si aggiudicò sia la Coppa del Mondo generale, sia quelle di slalom gigante e e di slalom speciale; l'austriaco Franz Klammer vinse la Coppa di discesa libera. Stenmark era il detentore uscente della Coppa generale.
In campo femminile furono disputate 22 gare (7 discese libere, 8 slalom giganti, 7 slalom speciali), in 15 diverse località. La liechtensteinese Hanni Wenzel si aggiudicò sia la Coppa del Mondo generale, sia quella di slalom speciale; l'austriaca Annemarie Moser-Pröll vinse la Coppa di discesa libera, la svizzera Lise-Marie Morerod quella di slalom gigante. La Morerod era la detentrice uscente della Coppa generale.

## Uomini

### Risultati
| Data             | Località             | Nazione        | Pista                | Spec. | Primo                     | Secondo           | Terzo             |
| ---------------- | -------------------- | -------------- | -------------------- | ----- | ------------------------- | ----------------- | ----------------- |
| 10 dicembre 1977 | Val-d'Isère          | Francia        |                      | GS    | Ingemar Stenmark          | Heini Hemmi       | Jean-Luc Fournier |
| 11 dicembre 1977 | Val-d'Isère          | Francia        |                      | DH    | Franz Klammer             | Herbert Plank     | Josef Walcher     |
| 13 dicembre 1977 | Madonna di Campiglio | Italia         | 3-Tre                | SL    | Ingemar Stenmark          | Klaus Heidegger   | Bojan Križaj      |
| 14 dicembre 1977 | Madonna di Campiglio | Italia         | 3-Tre                | GS    | Ingemar Stenmark          | Heini Hemmi       | Andreas Wenzel    |
| 18 dicembre 1977 | Val Gardena          | Italia         | Saslong              | DH    | Herbert Plank             | Peter Wirnsberger | Franz Klammer     |
| 22 dicembre 1977 | Cortina d'Ampezzo    | Italia         | Olimpia delle Tofane | DH    | Herbert Plank             | Bernhard Russi    | Peter Wirnsberger |
| 5 gennaio 1978   | Oberstaufen          | Germania Ovest |                      | SL    | Ingemar Stenmark          | Klaus Heidegger   | Piero Gros        |
| 8 gennaio 1978   | Zwiesel              | Germania Ovest |                      | GS    | Ingemar Stenmark          | Phil Mahre        | Andreas Wenzel    |
| 9 gennaio 1978   | Zwiesel              | Germania Ovest |                      | SL    | Ingemar Stenmark          | Mauro Bernardi    | Phil Mahre        |
| 15 gennaio 1978  | Wengen               | Svizzera       | Männlichen/Jungfrau  | SL    | Klaus Heidegger           | Petăr Popangelov  | Mauro Bernardi    |
| 17 gennaio 1978  | Adelboden            | Svizzera       | Chuenisbärgli        | GS    | Andreas Wenzel            | Ingemar Stenmark  | Piero Gros        |
| 20 gennaio 1978  | Kitzbühel            | Austria        | Streif               | DH    | Josef Walcher             | Walter Vesti      | Renato Antonioli  |
| 21 gennaio 1978  | Kitzbühel            | Austria        | Streif               | DH    | Sepp Ferstl Josef Walcher |                   | Michael Veith     |
| 22 gennaio 1978  | Kitzbühel            | Austria        | Ganslern             | SL    | Klaus Heidegger           | Petăr Popangelov  | Andreas Wenzel    |
| 11 febbraio 1978 | Les Houches          | Francia        |                      | DH    | Ken Read                  | Dave Murray       | Michael Veith     |
| 11 febbraio 1978 | Chamonix             | Francia        | La Verte des Houches | SL    | Phil Mahre                | Ingemar Stenmark  | Paolo De Chiesa   |
| 3 marzo 1978     | Stratton Mountain    | Stati Uniti    |                      | GS    | Phil Mahre                | Heini Hemmi       | Ingemar Stenmark  |
| 4 marzo 1978     | Stratton Mountain    | Stati Uniti    |                      | SL    | Steve Mahre               | Ingemar Stenmark  | Peter Lüscher     |
| 6 marzo 1978     | Waterville Valley    | Stati Uniti    |                      | GS    | Andreas Wenzel            | Phil Mahre        | Ingemar Stenmark  |
| 10 marzo 1978    | Laax                 | Svizzera       |                      | DH    | Uli Spieß                 | Franz Klammer     | Erik Håker        |
| 11 marzo 1978    | Laax                 | Svizzera       |                      | DH    | Franz Klammer             | Erik Håker        | Uli Spieß         |
| 18 marzo 1978    | Arosa                | Svizzera       |                      | GS    | Ingemar Stenmark          | Andreas Wenzel    | Peter Lüscher     |

Legenda:

DH = discesa libera

GS = slalom gigante

SL = slalom speciale

### Classifiche

#### Generale

Ingemar Stenmark nel 1979

Hanni Wenzel nel 1978

| Pos. | Nome             | Nazione       | Punti |
| ---- | ---------------- | ------------- | ----- |
| 1    | Ingemar Stenmark | Svezia        | 150   |
| 2    | Phil Mahre       | Stati Uniti   | 116   |
| 3    | Andreas Wenzel   | Liechtenstein | 100   |
| 4    | Klaus Heidegger  | Austria       | 95    |
| 5    | Franz Klammer    | Austria       | 70    |
| 5    | Herbert Plank    | Italia        | 70    |
| 7    | Josef Walcher    | Austria       | 65    |
| 8    | Piero Gros       | Italia        | 60    |
| 8    | Heini Hemmi      | Svizzera      | 60    |
| 10   | Mauro Bernardi   | Italia        | 54    |

#### Discesa libera
| Pos. | Nome          | Nazione        | Punti |
| ---- | ------------- | -------------- | ----- |
| 1    | Franz Klammer | Austria        | 96    |
| 2    | Josef Walcher | Austria        | 74    |
| 3    | Herbert Plank | Italia         | 73    |
| 4    | Ken Read      | Canada         | 56    |
| 5    | Sepp Ferstl   | Germania Ovest | 49    |

#### Slalom gigante
| Pos. | Nome              | Nazione       | Punti |
| ---- | ----------------- | ------------- | ----- |
| 1    | Ingemar Stenmark  | Svezia        | 120   |
| 2    | Andreas Wenzel    | Liechtenstein | 100   |
| 3    | Phil Mahre        | Stati Uniti   | 84    |
| 4    | Heini Hemmi       | Svizzera      | 82    |
| 5    | Jean-Luc Fournier | Svizzera      | 32    |

#### Slalom speciale
| Pos. | Nome             | Nazione     | Punti |
| ---- | ---------------- | ----------- | ----- |
| 1    | Ingemar Stenmark | Svezia      | 115   |
| 2    | Klaus Heidegger  | Austria     | 90    |
| 3    | Phil Mahre       | Stati Uniti | 66    |
| 4    | Piero Gros       | Italia      | 47    |
| 5    | Petăr Popangelov | Bulgaria    | 43    |

## Donne

### Risultati
| Data             | Località                | Nazione        | Pista | Spec. | Prima                 | Seconda               | Terza              |
| ---------------- | ----------------------- | -------------- | ----- | ----- | --------------------- | --------------------- | ------------------ |
| 7 dicembre 1977  | Val-d'Isère             | Francia        |       | DH    | Marie-Theres Nadig    | Annemarie Moser-Pröll | Monika Bader       |
| 8 dicembre 1977  | Val-d'Isère             | Francia        |       | GS    | Lise-Marie Morerod    | Maria Epple           | Monika Kaserer     |
| 10 dicembre 1977 | Cervinia                | Italia         |       | SL    | Perrine Pelen         | Fabienne Serrat       | Hanni Wenzel       |
| 15 dicembre 1977 | Madonna di Campiglio    | Italia         | 3-Tre | GS    | Hanni Wenzel          | Monika Kaserer        | Lise-Marie Morerod |
| 6 gennaio 1978   | Pfronten                | Germania Ovest |       | DH    | Annemarie Moser-Pröll | Cindy Nelson          | Doris De Agostini  |
| 7 gennaio 1978   | Pfronten                | Germania Ovest |       | DH    | Annemarie Moser-Pröll | Cindy Nelson          | Marie-Theres Nadig |
| 9 gennaio 1978   | Les Mosses              | Svizzera       |       | GS    | Lise-Marie Morerod    | Hanni Wenzel          | Maria Epple        |
| 10 gennaio 1978  | Les Mosses              | Svizzera       |       | GS    | Hanni Wenzel          | Monika Kaserer        | Fabienne Serrat    |
| 13 gennaio 1978  | Les Diablerets          | Svizzera       |       | DH    | Annemarie Moser-Pröll | Evi Mittermaier       | Irene Epple        |
| 18 gennaio 1978  | Bad Gastein             | Austria        |       | DH    | Evi Mittermaier       | Annemarie Moser-Pröll | Marie-Theres Nadig |
| 19 gennaio 1978  | Bad Gastein             | Austria        |       | SL    | Lise-Marie Morerod    | Hanni Wenzel          | Perrine Pelen      |
| 22 gennaio 1978  | Maribor                 | Jugoslavia     |       | SL    | Hanni Wenzel          | Maria Epple           | Lea Sölkner        |
| 24 gennaio 1978  | Berchtesgaden           | Germania Ovest | Loipl | SL    | Hanni Wenzel          | Lise-Marie Morerod    | Perrine Pelen      |
| 25 gennaio 1978  | Berchtesgaden           | Germania Ovest | Loipl | SL    | Hanni Wenzel          | Fabienne Serrat       | Lise-Marie Morerod |
| 8 febbraio 1978  | Saint-Gervais-les-Bains | Francia        |       | SL    | Perrine Pelen         | Lea Sölkner           | Fabienne Serrat    |
| 9 febbraio 1978  | Megève                  | Francia        |       | GS    | Lise-Marie Morerod    | Annemarie Moser-Pröll | Fabienne Serrat    |
| 2 marzo 1978     | Stratton Mountain       | Stati Uniti    |       | GS    | Hanni Wenzel          | Maria Epple           | Lise-Marie Morerod |
| 5 marzo 1978     | Stratton Mountain       | Stati Uniti    |       | SL    | Perrine Pelen         | Fabienne Serrat       | Hanni Wenzel       |
| 7 marzo 1978     | Waterville Valley       | Stati Uniti    |       | GS    | Lise-Marie Morerod    | Becky Dorsey          | Fabienne Serrat    |
| 11 marzo 1978    | Bad Kleinkirchheim      | Austria        |       | DH    | Annemarie Moser-Pröll | Cindy Nelson          | Evi Mittermaier    |
| 12 marzo 1978    | Bad Kleinkirchheim      | Austria        |       | DH    | Annemarie Moser-Pröll | Cindy Nelson          | Marie-Theres Nadig |
| 17 marzo 1978    | Arosa                   | Svizzera       |       | GS    | Annemarie Moser-Pröll | Irene Epple           | Lise-Marie Morerod |

Legenda:

DH = discesa libera

GS = slalom gigante

SL = slalom speciale

### Classifiche

#### Generale
| Pos. | Nome                  | Nazione        | Punti |
| ---- | --------------------- | -------------- | ----- |
| 1    | Hanni Wenzel          | Liechtenstein  | 154   |
| 2    | Annemarie Moser-Pröll | Austria        | 147   |
| 3    | Lise-Marie Morerod    | Svizzera       | 135   |
| 4    | Fabienne Serrat       | Francia        | 105   |
| 5    | Cindy Nelson          | Stati Uniti    | 97    |
| 6    | Perrine Pelen         | Francia        | 96    |
| 7    | Maria Epple           | Germania Ovest | 94    |
| 8    | Monika Kaserer        | Austria        | 76    |
| 9    | Lea Sölkner           | Austria        | 70    |
| 10   | Marie-Theres Nadig    | Svizzera       | 63    |

#### Discesa libera
| Pos. | Nome                  | Nazione        | Punti |
| ---- | --------------------- | -------------- | ----- |
| 1    | Annemarie Moser-Pröll | Austria        | 125   |
| 2    | Cindy Nelson          | Stati Uniti    | 91    |
| 3    | Marie-Theres Nadig    | Svizzera       | 78    |
| 4    | Evi Mittermaier       | Germania Ovest | 74    |
| 5    | Doris De Agostini     | Svizzera       | 51    |

#### Slalom gigante
| Pos. | Nome                  | Nazione        | Punti |
| ---- | --------------------- | -------------- | ----- |
| 1    | Lise-Marie Morerod    | Svizzera       | 115   |
| 2    | Hanni Wenzel          | Liechtenstein  | 106   |
| 3    | Maria Epple           | Germania Ovest | 77    |
| 4    | Monika Kaserer        | Austria        | 62    |
| 5    | Annemarie Moser-Pröll | Austria        | 60    |
| 5    | Fabienne Serrat       | Francia        | 60    |

#### Slalom speciale
| Pos. | Nome               | Nazione       | Punti |
| ---- | ------------------ | ------------- | ----- |
| 1    | Hanni Wenzel       | Liechtenstein | 110   |
| 2    | Perrine Pelen      | Francia       | 105   |
| 3    | Fabienne Serrat    | Francia       | 79    |
| 4    | Lise-Marie Morerod | Svizzera      | 71    |
| 5    | Lea Sölkner        | Austria       | 65    |